# Cros (Gard)
Cros is een gemeente in het Franse departement Gard (regio Occitanie) en telt 213 inwoners (1999). De plaats maakt deel uit van het arrondissement Le Vigan.

## Geografie
De oppervlakte van Cros bedraagt 16,7 km², de bevolkingsdichtheid is 12,8 inwoners per km².
De onderstaande kaart toont de ligging van Cros (Gard) met de belangrijkste infrastructuur en aangrenzende gemeenten.

## Demografie
Onderstaande figuur toont het verloop van het inwonertal (bron: INSEE-tellingen).